# بوی هیل
بوی هیل (به انگلیسی: Boyn Hill) یک روستا در بریتانیا است که در بارکشر واقع شده‌است.